# Radars AN/APG-63 et AN/APG-70
Les radars AN/APG-63 et AN/APG-70 sont du type radars « tout temps » conçus par Hughes Aircraft (aujourd'hui Raytheon) pour assurer la supériorité aérienne du F-15 Eagle. Ce radar Doppler pulsé opérant en bande X est conçu à la fois pour des missions air–air et air–sol. Il est capable de surveiller des cibles à haute altitude et des cibles évoluant à basse altitude sans être gêné par les échos parasites sol. Le dispositif peut détecter et suivre des avions et de petites cibles à grande vitesse au-delà de la portée visuelle et jusqu'à des distances très rapprochées ainsi qu'à des altitudes proches du sommet des arbres. Le radar transmet les informations à l'ordinateur central du bord pour conduire le tir. Pour le combat aérien rapproché le radar engage automatiquement l'avion ennemi et projette cette information sur l'affichage tête haute du cockpit.

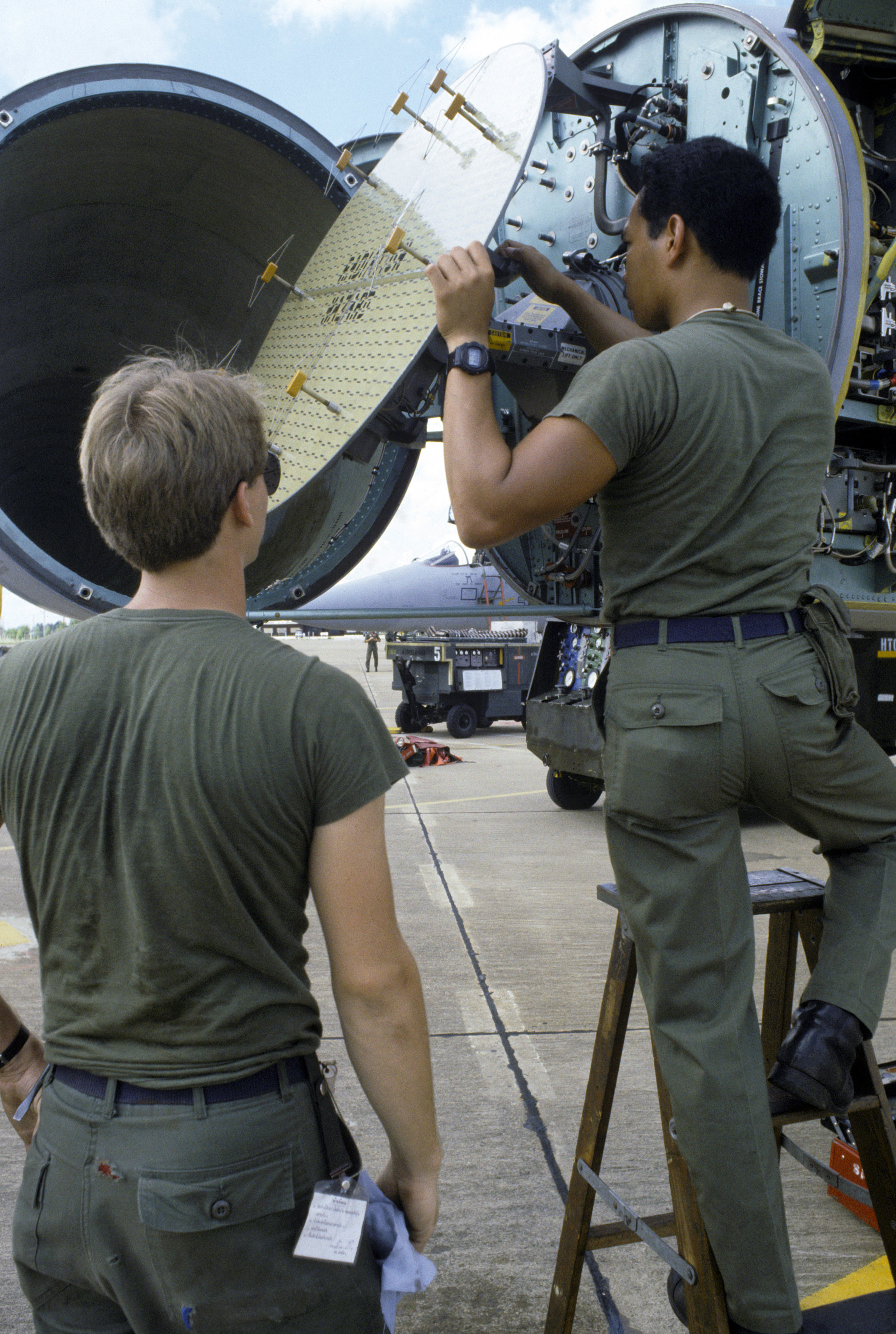
Entretien du radar APG-63 d'un F-15 Eagle en 1985.

## AN/APG-63
L'APG-63 a été mis à l'étude au début des années 1970 et a été opérationnel en 1973. Il était embarqué par tous les F-15A/B. En 1979, il a reçu des améliorations importantes ce qui en a fait le premier radar embarqué à intégrer un processeur programmable de signal par logiciel (PSP pour l'anglais programmable signal processor) ce qui permettait de modifier l'équipement pour l'adapter aux nouveaux modes ou aux nouvelles armes par simple reprogrammation plutôt que par modification physique de l'électronique. L'APG-63 avec son PSP représente la caractéristique principale qui distingue les premiers F-15 A/B des nouveaux F-15 C/D qui intègrent le PSP ; tous les F-15 C/D sont équipés de PSP.
La série des APG-63 n'est plus en production mais est toujours en service. Près de 1 000 APG-63 avaient été livrés lorsque leur production prit fin en 1986. Environ 700 sont toujours opérationnels[Quand ?] sur F-15 A/B et sur les tout premiers F-15 C/D exploités par l'US Air Force, l'Air National Guard et les forces aériennes israéliennes, japonaises et d'Arabie saoudite. L'APG-63 a également équipé le Lockheed P-3 Orion du service des douanes et de la protection des frontières des États-Unis.

## AN/APG-70
L'APG-70 est un APG-63 repensé dans les années 1980 dans le but d'en augmenter la fiabilité et d'en simplifier l'entretien. De plus, la technologie de reconfiguration dynamique des FPGA (circuits logiques programmables) permet à l'APG-70 d'intégrer de nouveaux modes avec des possibilités opérationnelles améliorées. Pour réduire les coûts de production beaucoup des nouveaux modules sont communs aux radars AN/APG-65 et AN/APG-73 des F/A-18 Hornet, alors que les ordinateurs et processeurs étaient communs à 85 % avec les AN/AWG-9 et APG-71 des F-14 Tomcat.
L'APG-70 était embarqué à l'origine par le dernier modèle de F-15C/D mais a été remplacé depuis sur ces avions par l'APG-63(V)1. Comme l'APG-63 de base, l'APG-70 n'est plus en production mais est toujours en service sur F-15E Strike Eagle, sur le F-15I israélien et sur le F-15S saoudien. Comme l'APG-63, l'APG-70 existe aussi sous deux versions qui ont toutes les deux les mêmes caractéristiques air–air mais diffèrent par leurs caractéristiques air–sol : les APG-70 montés sur les F-15I et F-15S vendus à des clients étrangers ont des performances dégradées dans la résolution du système de netteté du faisceau Doppler (DBS), dans la cartographie et dans les modes radar à synthèse d'ouverture, par rapport à celles des APG-70 montés sur les F-15E de l'US Air Force qui sont au moins trois fois supérieures.

## AN/APG-63(V)1
L'APG-63(V)1 est un radar des années 1990 dont la fiabilité et la facilité d'entretien ont été repensées, et qui présente également des possibilités d'évolution importantes. Il a été conçu pour remplacer les APG-63 devenus obsolètes et embarqués sur F-15C/D. Il offre des performances accrues et une fiabilité décuplée. Ce nouveau radar est capable de poursuivre 14 cibles en même temps et d'engager six d'entre elles. Raytheon a livré 180 radars APG-63(V)1 à l’US Air Force (quatre d'entre eux ont été perdus depuis dans des écrasements)[Quand ?] et a eu des contrats pour au minimum 61 de plus à destination de l’armée de l'air de la République de Corée pour le F-15K Slam Eagle.

## AN/APG-63(V)2
L'APG-63(V)2 doté d'un système d'antenne réseau à commande de phase (Active Electronically Scanned Array, AESA) a été monté ultérieurement sur 18 F-15C de l'US Air Force. Cette version modernisée intègre la plupart de la nouvelle électronique de l'APG-63(V)1 avec, en plus, le dispositif AESA qui permet au pilote une meilleure appréciation de la situation. Ce radar AESA présente un faisceau exceptionnellement réactif qui permet des mises à jour de la poursuite quasiment instantanées et des possibilités de poursuite multi-cibles améliorées. L'APG-63(V)2 est compatible avec les charges militaires classiques du F-15C et permet au pilote d'utiliser toutes les possibilités du missile AIM-120 AMRAAM en assurant le guidage de plusieurs missiles simultanément lancés vers plusieurs cibles éloignées les unes des autres en azimut, en élévation ou en distance.

## AN/APG-63(V)3

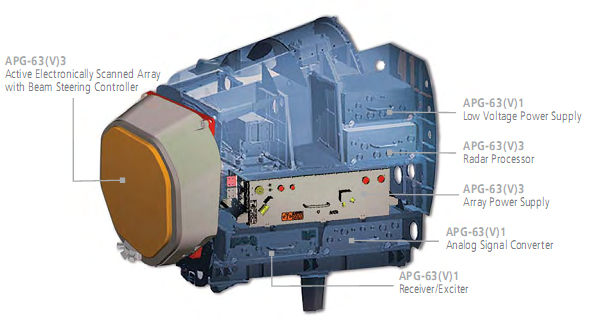
AN/APG-63(V)3

L'APG-63(V)3 est une version modernisée de l'APG-63(V)2 qui met en œuvre la même technologie AESA déjà utilisée dans les radars Raytheon AN/APG-79. Le V(3) a été conçu pour être monté sur F-15C/D et à Singapour sur le nouveau F-15SG. Raytheon a livré le premier prototype de l'APG-63(V)3 en juin 2006. La société a démarré la production de la première commande en octobre 2007.

## AN/APG-82
L'AN/APG-82 met en œuvre à la fois le processeur de l'APG-79 monté sur F/A-18E/F Super Hornet et l'antenne de l'APG-63 AESA montée sur F-15C. Le nouveau radar est également équipé d'un système de refroidissement plus performant et de filtres HF ajustables. Ce système de filtres HF a été imaginé pour permettre au radar du F-15 et au dispositif de contre-mesure électronique (brouillage) de fonctionner simultanément sans se gêner l'un l'autre. Ce nouveau radar destiné au F-15 faisait partie du Radar Modernization Program (RMP) (programme de modernisation du radar). En 2009, l'APG-63(V)4 a finalement été baptisé APG-82.

## AN/APQ-180
L'APQ-180 est une variante de l'APG-70 conçu pour être monté sur Lockheed AC-130U gunship. Il comprend un système à cardans modifié pour l'antenne réseau plan et une carte de traitement du signal analogique améliorée. Il intègre également quelques nouveaux modes air-sol.